# Рехбург-Локкум
Рехбург-Локкум (њем. Rehburg-Loccum) град је у њемачкој савезној држави Доња Саксонија. Једно је од 36 општинских средишта округа Нинбург (Везер). Према процјени из 2010. у граду је живјело 10.526 становника. Посједује регионалну шифру (AGS) 3256025.

## Географски и демографски подаци
Рехбург-Локкум се налази у савезној држави Доња Саксонија у округу Нинбург (Везер). Град се налази на надморској висини од 38 метара. Површина општине износи 99,9 km². У самом граду је, према процјени из 2010. године, живјело 10.526 становника. Просјечна густина становништва износи 105 становника/km².